# 任劍聲
任劍聲 (Yam Kim Sing)，越南華人，聲線圓潤、扮相俊俏、一手灑脫北派的粵劇文武生，原是越南的「泰越劇場」(粵劇)之紅伶，自幼已在越南演出粵劇。20世紀60年代初期，越南戰爭影響粵劇團的票房，在香港粵劇紅伶關海山的慫恿及關照下，任劍聲移居香港，最初只在少數劇場演出，後期漸漸被班政家重用，到新界四鄉演出。任劍聲的銀幕處男作是粵劇電影《英雄掌上野荼薇》(1962年)，之後連演多齣武俠電影，成為伶影雙棲演員。

## 生平
任劍聲在1969年3月3日(星期三)下午3時與梁醒波的女兒梁寶珠，搭乘馬來西亞航空公司MH637航班，前往新加坡演出，以「金龍劇團」為在「新加坡國家劇場」登臺，為中峇魯籌募福利經費，後轉移到「牛車水人民劇場」演出40多晚，後到「新世界遊樂場」演出11晚，其後到盧英塘、碧山亭、十字路聯絡所、新路、萬拿山腳、太子路、芽籠十七巷等多處演出。在1969年9月29日(星期一)下午搭乘國泰航空公司CX570號航班，從新加坡回香港，與他同行的粵劇紅伶尚有林珍兒及陳劍聲，任劍聲在1969年10月10日(星期五)晚上，在九龍啟德遊樂場，與正印花旦南鳳、新金山貞、李文亮、陳麗卿、張日文、林珍兒、陳劍聲，梁中良等演員，演出粵劇《金殿逞奇才》及《箭上胭脂弓上粉》。
新加坡粵劇班政家郭少雄聘請任劍聲及黃嘉寶，在1972年2月4日(星期五)搭乘『大寶山輪』到新加坡「牛車水人民劇場」演出兩個月，與新加坡粵劇紅伶鄭秋文、胡艷莊、陳劍鋒、鄧傑魂、葉笑笑、鄭非愚等，參加「金龍粵劇團」演出。
任劍聲曾在1980年4月 經新加坡入境馬來西亞演出時，被馬來西亞海關拒絕入境，被迫臨時易角以陳劍聲取代他。

## 電影作品
1. 粵劇電影《英雄掌上野荼薇》(1962年11月，飾演郭飛龍)；
2. 粵劇電影《假玉郎》(1963年4月)；
3. 武俠電影《萬毒金蟬》(1963年10月，飾演五毒書生)；
4. 武俠電影《半劍一鈴》(1963年12月，飾演小煞神：一塵)；
5. 武俠電影《半劍一鈴下集大結局》(1963年12月，飾演小煞神：一塵)；
6. 時裝喜劇電影《錦繡天堂》(1964年2月)；
7. 武俠電影《海底龍吟劍》(1964年6月，飾演小煞神：閻玉龍)；
8. 武俠電影《海底龍吟劍(下集大結局) 》(1964年7月，飾演小煞神：閻玉龍)；
9. 武俠電影《南北鐵觀音》(1964年7月，飾演陸俊)；
10. 武俠電影《百步迷蹤掌》(1966年4月，飾演李剛)；
11. 武俠電影《百步迷蹤掌(下集大結局)》(1966年4月，飾演李剛)。

## 外部連結
- 香港電影資料館有關任劍聲參演電影的記錄
- 香港影庫：任劍聲 （页面存档备份，存于）